# Vriesea lyman-smithii
Vriesea lyman-smithii är en gräsväxtart som beskrevs av John F. Utley. Vriesea lyman-smithii ingår i släktet Vriesea och familjen Bromeliaceae. Inga underarter finns listade i Catalogue of Life.